# Montañas de Phu Phan

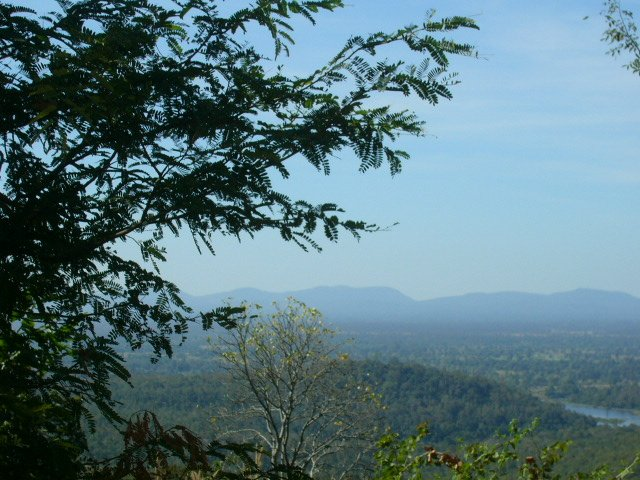
Las montañas Phu Phan vistas desde Phu Phek.

Las Montañas de Phu Phan (en tailandés: เทือกเขา ภู พาน) son una serie de montañas en la región de Isan de Tailandia, que dividen la meseta de Khorat en dos cuencas hidrográficas: la del norte, Sakon Nakhon, y la del sur, Khorat. Las montañas se distribuyen por las provincias de Nongbua Lamphu, Khon Kaen, Udon Thani, Sakon Nakhon, Nakhon Phanom, Kalasin y Mukdahan.
El nombre proviene de la característica forma de sus picos (Phu es la palabra que significa montaña en los idiomas isan/lao, en contraposición a Khao en el centro y el sur tailandés y Doi en el norte; y Phan significa pedestal o bandeja). La mayor elevación es de unos 630 metros.
El Palacio Real de Phu Phan está situado en las montañas, así como la presa Nam Oun. Hay tres parques nacionales en la zona: el de Phu Pan, el de Phu Kao - Phu Phan Kham y el de Phu Pha Lek. Otros lugares de interés son el Lago Nong Han cerca de Sakon Nakhon y el estilo camboyano de la estupa en ruinas de Phu Phek, que data del año 1050.
- Datos: Q1380299
- Multimedia: Phu Phan Mountains / Q1380299